# László Rajcsányi
László Rajcsányi, född 16 februari 1907 i Budapest, död 5 september 1992 i Budapest, var en ungersk fäktare.
Rajcsányi blev olympisk guldmedaljör i sabel vid sommarspelen 1936 i Berlin.